# Cartes topiques
Pour les articles homonymes, voir Topic.
Les cartes topiques (ou cartes de thèmes, en anglais Topic Maps) sont un outil très général de représentation des connaissances, dont le but est d'agréger autour d'un point unique d'indexation (appelé topic) toutes les informations disponibles concernant un sujet donné, et de relier ces points par un réseau sémantique de relations appelées associations.

## Historique
Le concept a été développé au milieu des années 1990 par un petit groupe de réflexion autonome, animé notamment par Steven R. Newcomb et Michel Biezunski. Le comité de normalisation ISO/CEI JTC1/SC34 a transformé l'idée initiale en norme (ISO/CEI 13250 Cartes topiques), dont la première édition a été publiée début 2000. 
La même année, un consortium nommé TopicMaps.Org est créé pour définir une syntaxe XML pour cette norme, dans le but de rendre les concepts Topic Maps utilisables par les applications Web. La première version de cette syntaxe, XTM 1.0 (XML Topic Maps), est publiée début 2001. 
Le travail sur la norme continue depuis, notamment en ce qui concerne la définition d'un modèle de données, d'un langage de contraintes et d'un langage de requête. Des efforts sont également en cours pour rendre interopérables les Topic Maps avec d'autres formats sémantiques, notamment la recommandation RDF du W3C, et en particulier le Langage Web pour les ontologies OWL. Il existe également une API utilisée en standard (Common Topic Map Application Programming Interface (TMAPI).
En 2005, la norme ISO pour la représentation et l’échange de connaissances est formellement identifiée sous la référence ISO/CEI 13250:2003.

## Concept
Un topic map représente une information en utilisant des « sujets » (topics en anglais) qui représentent tout concept, tel qu'une personne, un groupe de personnes, une couleur, un pays, une organisation, un module logiciel, un fichier individuel, des évènements, des « associations » qui représentent les relations entre ces « sujets », et des « occurrences » qui représentent des relations entre des sujets et des ressources informationnelles qui s'y rapportent.
L'intérêt des topics maps est de définir des contextes et profils d'utilisateurs particuliers, et faciliter la fusion de topic maps provenant de sources différentes.
Les Topic Maps introduisent plusieurs concepts dont on présente les plus originaux :

### Topic
Le concept central des Topic Maps est le Topic. Il représente un sujet unique et clairement identifié dans le contexte et est une instance d'au moins une classe. La propriété caractéristique de ladite classe définit un type du Topic. Un Topic est décrit par son (ses) nom(s), occurrences et rôle(s) dans les associations.

### Sujet
Le sujet est ce que le Topic essaie de représenter formellement. Sans restreindre la nature de sa substance, les Topic Maps exigent qu'il soit identifié de façon unique et non ambiguë. L'identification du sujet est problématique. Une Topic Map aux sujets ambigus est sinon inutilisable -- du moins source de confusions. Les sujets ressources adressables (par exemple documents sur le Web, bases de données, etc.)  sont identifiées de manière non ambiguë et optimale par leurs URI. Le cas échéant, les Topic Maps recommandent la création d'une ressource adressable correspondant au sujet qui tentera de fournir sa meilleure définition possible. L'URI de cette ressource permet l'accès à une définition écrite, sonore ou visuelle dudit sujet.

### Ressource
Les ressources contiennent les informations sur les sujets des Topics. Elles peuvent être des bases de données, des documents en ligne, des pages Web, etc. Une ressource concernant le sujet d'un Topic définit une occurrence de ce topic. Les ressources peuvent être classées par type en utilisant par exemple leurs métadonnées.

### Occurrence
Une occurrence est un lien vers une ressource sur le sujet du Topic. Les occurrences sont classifiables par type : document texte, image, statistiques, etc. les occurrences sont valides dans un contexte.